# Pterodroma externa
Il petrello di Juan Fernández (Pterodroma externa Salvin, 1875) è un uccello marino della famiglia dei Procellariidi originario del Pacifico orientale.

## Descrizione

### Dimensioni
Misura 42,5-45 cm di lunghezza, per un peso di 310-555 g; l'apertura alare è di 95-114 cm.

### Aspetto
I petrelli sono uccelli oceanici con ampi piedi palmati adatti al loro stile di vita acquatico e lunghe ali che consentono loro di volare per grandi distanze sull'oceano e di resistere a potenti tempeste. Il piumaggio del petrello di Juan Fernández è grigio-brunastro sul dorso, con un disegno nero a forma di «M» visibile quando le ali sono distese. Le parti inferiori sono bianche, con la superficie inferiore delle ali bordata di nero. La faccia è bianca, con un «cappuccio» nero che si estende sotto gli occhi. Il becco nero termina con una punta ad uncino e presenta le narici tubolari caratteristiche dei Procellariiformi, noti per questo anche come «tubenosi».

## Biologia
I petrelli di Juan Fernández trascorrono gran parte della loro vita sull'oceano, dove vanno in cerca di pesci e calamari di cui nutrirsi. Si incontrano spesso in prossimità delle aree di upwelling, dove le acque fredde ricche di nutrienti salgono in superficie, provocando un'abbondanza di prede. Possono essere visti alimentarsi insieme ad altri uccelli marini o, occasionalmente, attorno ai pescherecci. Quando pesca, il petrello di Juan Fernández fa spesso affidamento a predatori oceanici quali cetacei e tonni pinna gialla che spingono le prede in superficie.
In ottobre-novembre i petrelli di Juan Fernández fanno ritorno per nidificare alla loro isola remota, dove formano grandi colonie riproduttive. Le femmine depongono, all'interno di una tana nel terreno, un unico uovo dal quale, tra febbraio e marzo, nasce un pulcino ricoperto di piumino grigio. I pulcini vengono accuditi in genere per tre settimane prima di essere lasciati incustoditi durante il giorno mentre i genitori vanno a nutrirsi. Gli adulti fanno ritorno alle tane al tramonto. La maggior parte dei pulcini di petrello si invola in maggio e giugno.

## Distribuzione e habitat
Il petrello di Juan Fernández nidifica esclusivamente sull'isola Alejandro Selkirk, appartenente alle isole Juan Fernández, al largo delle coste del Cile. Al di fuori del periodo della nidificazione si può incontrare sulle acque tropicali e subtropicali di tutto il Pacifico orientale, a nord fino alle Hawaii e ad est fino alla Nuova Zelanda e all'Australia orientale.
Il petrello di Juan Fernández è una specie marina prevalentemente pelagica che si raduna spesso in prossimità delle aree di upwelling e si avvicina raramente alla terraferma, se non per nidificare. Nidifica su pendii e creste ricoperte da felci, foresta o distese erbose in zone ad alta quota, tra 600 e 1000 metri.

## Conservazione
La maggiore minaccia alla sopravvivenza a lungo termine del petrello di Juan Fernández sembra essere correlata alle ridotte dimensioni dell'isola in cui nidifica, dove numerose specie introdotte stanno causando ingenti danni all'ecosistema naturale e potrebbero incidere potenzialmente sul numero dei petrelli. I ratti introdotti, i gatti inselvatichiti e i coati rappresentano una minaccia significativa per la specie, in quanto sono in grado di attaccare sia i nidiacei che gli esemplari adulti; i conigli competono per le tane; e il bestiame calpesta le tane e può portare al degrado dell'ambiente di nidificazione adatto attraverso il pascolo. Il petrello di Juan Fernández può anche essere danneggiato dal disturbo arrecato dall'uomo nei suoi terreni di riproduzione e la pesca industriale può influenzare indirettamente la specie riducendo il numero di predatori sottosuperficiali, come il tonno pinna gialla.
Le isole Juan Fernández sono state designate come parco nazionale nel 1935 e nel 1977 sono state dichiarate riserva della biosfera. Tuttavia, queste misure non hanno garantito alcuna protezione contro i numerosi predatori introdotti che stanno colpendo gli abitanti nativi dell'isola. Non sono mancati tentativi di controllare queste specie invasive: nel 1983 le pecore furono rimosse con successo dall'isola Alejandro Selkirk e il Juan Fernández-Dutch Cooperative Project attuò programmi di controllo su diverse piante esotiche, capre e conigli. La Juan Fernández Islands Conservancy (JFIC) mira a proteggere la salute a lungo termine dell'arcipelago attraverso la combinazione di ricerca di base, conservazione applicata ed educazione ambientale in collaborazione con i residenti locali. Nel 2001 la JFIC ha avviato un programma di ricerca incentrato su quattro uccelli marini pelagici, compreso il petrello, studiando la loro ecologia di base e i fattori potenzialmente importanti per future misure di conservazione. Tuttavia, senza eliminare le minacce poste dalle specie invasive, è probabile che qualsiasi altra misura di conservazione sia infruttuosa, e pertanto la JFIC ritiene che siano necessari programmi di eradicazione completi (e non solamente programmi di controllo). Inoltre, è probabile che il miglioramento della gestione della pesca del tonno pinna gialla per garantirne la sostenibilità vada a beneficio del petrello di Juan Fernández.